# 比拉西帕拉
比拉西帕拉（Bilasipara），是印度阿萨姆邦Dhubri县的一个城镇。总人口31090（2001年）。

## 人口
该地2001年总人口31090人，其中男性15902人，女性15188人；0—6岁人口3970人，其中男2032人，女1938人；识字率68.30%，其中男性为74.39%，女性为61.93%。